# Liste der Monuments historiques in West-Cappel
Die Liste der Monuments historiques in West-Cappel führt die Monuments historiques in der französischen Gemeinde West-Cappel auf.

## Liste der Bauwerke
| Bezeichnung         | Beschreibung              | Standort                       | Kennzeichnung | Schutzstatus   | Datum     | Bild           |
| ------------------- | ------------------------- | ------------------------------ | ------------- | -------------- | --------- | -------------- |
| Schloss La Briarde  | Erbaut im 15. Jahrhundert | 100, rue Jean-Chocqueel (Lage) | PA00125634    | Inscrit Classé | 1993 1995 | weitere Bilder |
| Kirche St-Sylvestre |                           | (Lage)                         | PA00107891    | Classé         | 1958      | weitere Bilder |

## Liste der Objekte
- Monuments historiques (Objekte) in West-Cappel in der Base Palissy des französischen Kultusministeriums